# Regioni autonome della Cina

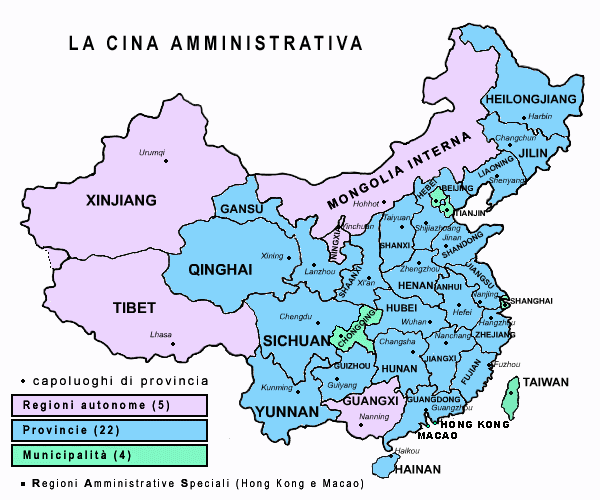
Divisione amministrativa cinese (in grigio le regioni autonome).

Le regioni autonome della Cina (自治区S, ZìzhìqūP) sono delle suddivisioni amministrative di primo livello della Cina. Quindi sono caratterizzate, come le province, da un governo locale, ma hanno più diritti di tipo legislativo rispetto ad esse. 
Una regione autonoma è inoltre il massimo livello di entità autonome delle minoranze etniche in Cina.

## Elenco
Le regioni autonome della Cina sono cinque:
| Nome                       | Capoluogo         | Area (km²) | Popolazione (2010) | Gruppo etnico |
| -------------------------- | ----------------- | ---------- | ------------------ | ------------- |
| Guangxi (广西壮族S)        | Nanning (南宁)    | 236 300    | 46.026.629         | zhuang        |
| Mongolia Interna (内蒙古S) | Hohhot (呼和浩特) | 1 183 000  | 24.706.321         | mongoli       |
| Ningxia (宁夏回族S)        | Yinchuan (银川)   | 66 400     | 6.176.900          | hui           |
| Xinjiang (新疆维吾尔族S)   | Ürümqi (乌鲁木齐) | 1 600 000  | 21.813.334         | uiguri        |
| Tibet (西藏S)              | Lhasa (拉萨)      | 1 220 000  | 3.002.166          | tibetani      |